# Pimelodella megalura
Pimelodella megalura és una espècie de peix de la família dels heptaptèrids i de l'ordre dels siluriformes.

## Morfologia
Els mascles poden assolir els 22 cm de llargària total.

## Distribució geogràfica
Es troba a Amèrica: conca del riu Paraguai al Brasil.